# 王益三
王益三（1929年2月—2003年9月18日）笔名一山、皿一，号未百斋主。辽宁新民人，民革党员。
供职于齐齐哈尔第二机床厂，常年从事教育、文秘、编辑工作。退休后与人创办《小作家报》，历任主任、副主编、编审、顾问等职。系中华诗词学会会员、中国楹联学会会员。黑龙江省作家协会会员。齐齐哈尔市诗词协会理事、顾问等。他一生很大一部分精力致力于回文诗联的研究与创作实践，且造诣深影响大。他创作有诗近千首、联千余副、联话、散文小品数十万字。同时参与齐齐哈尔诗词学会编辑出版的《鹤乡吟》、《鸣天集》、《龙沙三百年诗词选》以及《嫩水朔风唱中华》等多种古体诗词和现代文学文集工作。